# Гергелі Дьюрта
Гергелі Дьюрта (угор. Gergely Gyurta, 21 вересня 1991) — угорський плавець.
Учасник Олімпійських Ігор 2012, 2016 років.
Призер Чемпіонату світу з плавання на короткій воді 2010 року.
Призер Чемпіонату Європи з водних видів спорту 2012 року.
Чемпіон Європи з плавання на короткій воді 2013 року, призер 2017 року.